# Instituto Oceanográfico de la Armada del Ecuador
El Instituto Oceanográfico y Antártico de la Armada del Ecuador o Instituto Oceanográfico de la Armada del Ecuador tiene su origen en el Servicio Hidrográfico que se formó en 1932 durante la administración del Dr. Alfredo Baquerizo Moreno. Luego, en 1972 fue elevado a la categoría de Instituto Oceanográfico.

## Generalidades
Su función básica consiste en proporcionar seguridad a la navegación, efectuar investigación oceanográfica, compilar la cartografía náutica nacional, emitir la hora oficial de Ecuador y además ser representante del estado ante organismos internacionales relacionados con la actividad hidro-oceanográfica y con la Antártida.
Para el desarrollo de sus funciones, el Instituto Oceanográfico está constituido por los departamentos técnicos de Hidrografía, Ayudas a la Navegación y Ciencias del Mar. Además, cuenta con organismos adscritos como la Unidad CONVEMAR, el Centro Ecuatoriano de Datos Oceanográficos Marino Costero, el BAE Orión, el Planetario de la Armada y la Radio Naval.
Es el encargado de controlar y difundir la Hora Oficial del Ecuador.

## Portafolio de productos y servicios

### Productos hidrográficos
- Planos finales.
- Memoria técnica para servicios a terceros.
- Carta náutica a diferente escala.
- Cartas náuticas electrónicas.
- Mapas temáticos SIG.
- Base estandarizada de datos.
- Tabla de mareas.

### Servicios hidrográficos

#### Levantamientos hidrográficos
- Levantamientos batimétricos para cartas náuticas.
- Levantamientos batimétricos para diseño de obras portuarias: construcción de puertos, muelles y rompeolas.
- Levantamientos geodésicos.
- Levantamientos topográficos.
- Modelo digital del terreno.
- Cálculo de volúmenes de dragado.
- Mapeo y rebusca sísmica submarina.
- Determinación de bajos de estuarios y canales.
- Estudios de track para navegación en canales restringidos.
- Posicionamiento geodésicos satelitarios y convencionales.
- Estudios de mareas en los puertos principales de Ecuador.

#### Cartografía
- Digitalización de información cartográfica a diferentes escalas.
- Procesamiento digital y georreferenciación de imágenes.
- Escaneo de planos y mapas en formato analógico.
- Cartografía temática para proyectos ambientales, navales, y de desarrollo.
- Estructuración de información cartográfica, y depuración para aplicaciones SIG.
- Aplicaciones SIG en diferentes ámbitos, y análisis especial de información.
- Elaboración de cartas náuticas a diferentes escalas.
- Interpretación de imágenes satelitales y fotografías áreas para determinación de línea de costa y accidentes geomorfológicos, y para zonificación de áreas vulnerables.

### Productos náuticos
- Boyas.
- Faros.
- Balizas.
- Boyarines.
- Enfiladas.

### Servicios náuticos
- Estudios de factibilidad para la instalación de una señalización marítima en ríos, canales y esteros.
- Instalación de boyas, faros, balizas y boyarines.
- Mantenimiento preventivo y correctivo de faros, boyas, balizas, boyarines y enfiladas.
- Fondeo y posicionamiento de boyas.
- Mantenimiento y reparación de instrumentos náuticos.
- Instalación de equipos lumínicos.
- Compensación de compases magnéticos.
- Venta de publicaciones e instrumentos náuticos.

### Servicios oceanográficos

#### Oceanografía
- Estudios de olas.
- Estudios de corrientes.
- Análisis de transporte de sedimentos.
- Estudios hidrodinámicos de estuarios.

#### Geología
- Estudios del tipo y distribución de sedimentos en áreas costeras y ríos.
- Reconocimientos geológicos en áreas costeras.
- Muestreo de sedimentos superficiales de fondo en ríos, lagos y océano.
- Muestreo de aguas a diferentes niveles de profundidad en ríos y estuarios.
- Muestreo de núcleos de sedimentos hasta 60 cm de longitud.
- Análisis sedimentológicos: granulometría de sedimentos marinos y carga de sedimentos en suspensión en muestras de agua.

#### Oceanografía química y contaminación
- Estudios de calidad de agua, sedimentos y organismos superiores (peces, crustáceos, etc), en áreas fluviales, estuarinas y marino-costeras.
- Estudios químicos oceanográficos en el mar ecuatoriano.
- Caracterización físico-química y microbiológica de aguas potables y efluentes industriales.
- Estudios de la contaminación marina ante un derrame de hidrocarburos del petróleo en zonas costeras.
- Análisis de parámetros físicos y químicos en muestras de agua, sedimentos y organismos superiores.

#### Ecosistemas marinos
- Análisis cuali-cuantitativos de fitoplancton (contaje celular, clorofila a, zooplancton e ictioplancton).
- Análisis cuali-cuantitativos de organismos bentónicos: macrobentos y microbentos.
- Bioensayos de toxicidad: determinación del CL50 y análisis de dispersantes de petróleo con organismos, sedimentos y tipos de efluentes.

#### Meteorología marina
- Adquisición y procesamiento de datos históricos y actuales de parámetros meteorológicos.
- Estudios climatológicos y pronósticos costeros.

#### Ambiente marino
- Elaboración de estudios de líneas de base ambiental aplicables a estudios de impacto ambiental.
- Elaboración de estudios de impacto ambiental, diagnóstico y planes de manejo ambiental.

### Productos oceanográficos

#### Productos cartográficos
- Juego de mapas batimétricos y geológicos del margen continental ecuatoriano.
- Atlas meteorológico del mar ecuatoriano.
- Mapas de distribución aproximada de sedimentos superficiales de fondo.
- Productos que puede ser generados en caso de ser requeridos.

#### Productos digitales
- Gráficos meteorológicos.
- Cartas de distribución de temperatura y salinidad del mar ecuatoriano.
- Cartas de distribución de clorofila a del mar ecuatoriano.
- Cartas de distribución de nutrientes.
- CD: "Catálogo de moluscos marinos de la costa ecuatoriana".
- CD: "Galápagos Geológico".
- CD: "Atlas Oceanográfico".
- Productos que pueden ser generados en caso de ser requeridos

### Publicaciones (estudios, libros, folletos y otros)
- Estudios de impacto ambiental.
- Guía geológica de los alrededores de la Estación Científica Ecuatoriana Pedro Vicente Maldonado, Primera Edición.
- Actas Oceanográficas.
- Copia del folleto "Morfología y Estructura del Margen Continental del Ecuador", 1976.
- Copia del folleto "Sedimentología en el Guasmo, Guayaquil", 1976.
- Copia del folleto "Nomenclatura de los términos de morfología submarina", 1977.
- Copia del folleto "Foraminíferos planctónicos vivos en aguas superficiales ecuatorianas durante El Niño de 1972.

## Organismos adscritos al INOCAR

### BAE "Orión"
El 10 de diciembre de 1981 fue incorporado a la Armada del Ecuador el Buque de Investigaciones Orión. En los primeros años de existencia del Servicio Hidrográfico, hoy Instituto Oceanográfico, sus actividades en el mar se desenvolvían en un marco de dificultades. Las labores hidrográficas se efectuaban a bordo de una lancha. Fue recién en 1965 cuando la armada adquirió un buque para que realizase los trabajos de levantamientos e investigaciones hidrográficas, y fue efectivamente el 23 de diciembre del año en mención cuando se efectuó la incorporación del B.A.E. "Orión" (exUSS "Mulberry"), del tipo AN-27, que había formado parte de la reserva en Suisunbay (California). Aquella unidad cumplió trabajos de investigación oceanográfica y de balizamiento hasta el año 1979.

#### Cometido
Ejecutar investigación hidrográfica y oceanográfica con el propósito de contribuir a la obtención de la cartografía náutica nacional y al conocimiento del mar territorial ecuatoriano, su fondo y su subsuelo marino correspondiente.

#### Capacidades
EL BAE "Orión" es una plataforma de investigación, la cual dispone de una distribución adecuada de laboratorios y espacios amplios y confortables, para realizar levantamientos hidrográficos de aguas profundas y medias, exploración oceanográfica, prospección geológica y geofísica, monitoreo ambiental, instalación y mantenimiento de boyas oceánicas o de aguas medias. Además, por sus características y por su cubierta de vuelo, tiene la capacidad de realizar operaciones logísticas, tales como abastecimiento, transporte de heridos, etc.

#### Características generales
| Texto de encabezado                                                          |                                                |
| ---------------------------------------------------------------------------- | ---------------------------------------------- |
| MANGA                                                                        | 10.6 m                                         |
| PUNTAL                                                                       | 5.4 m                                          |
| ESLORA MÁXIMA                                                                | 70.2 m                                         |
| CALADO                                                                       | 3.6 m                                          |
| DESPLAZAMIENTO                                                               | 1418 t                                         |
| VELOCIDAD MÁXIMA                                                             | 12 nudos                                       |
| CUBIERTA DE VUELO - AUTONOMÍA                                                | 6000 millas 30 días                            |
| ÁREA DE LABORATORIOS Química, Biología, Geofísica, Hidrografía, Oceanografía | 105 m²                                         |
| PROPULSIÓN                                                                   | 2 motopropulsores SIEMENS                      |
| GENERADORES                                                                  | 03 CATERPILLAR, 590 kW                         |
| DOTACIÓN                                                                     | 6 oficiales, 32 tripulantes, 34 investigadores |

#### Equipamiento del BAE Orión

##### Equipos de investigación
- Sistemas DGPS 4000 RSI
- Sistemas de levantamientos HYPACK
- Ecosonda hidrográfica SIMRAD
- Roseta multimuestradora
- Correntómetro ADCP
- Perfilador sísmico
- Facsímil meteorológico

##### Equipos de navegación
- Radar FURUNO BANDA “S”
- Radar DECCA BANDA “X”
- ECDIS FURUNO FEA- 2807
- CHART PLOTTER FURUNO
- GPS FURUNO GP-1850
- Corredera FURUNO DS- 80
- Piloto automático digital
- Girocompás SPERRY MK 1 MOD 10
- Ecosonda FURUNO FCV- 561

##### Equipos de maniobras
- Grúa telescópica marca Guerra de 6 t
- Marco en A,5 t
- Guinche N.º 1, 8000 m, 6 mm
- Winche No.2, 1800 m, 6,4 mm
- Winche No.3, 700 m, 9,5 mm

##### Equipos de comunicaciones
- Sistema satelital INMARSAT
- Teléfono satelital IRIDIUM
- Red LAN
- Consola GMDSS
- Comunicaciones internas
- Equipos para comunicaciones con HELO

##### Maquinaria auxiliar y varios
- Hélice de proa
- Planta de Ósmosis inversa
- Planta de tratamiento aguas negras
- Sistema de alarmas C/I
- Alarma de nivel en las sentinas

##### Servicios disponibles
- Enfermería
- Lavandería
- Biblioteca
- Servicio telefónico
- Cantina
- Red LAN
- Internet
- Comunicación satelital

### Planetario de la Armada
Centro de enseñanza y difusión de la astronomía y de ciencias afines. Está ubicado en la ciudad de Guayaquil -Ecuador-, vía al Puerto Marítimo, sur de la urbe. Es un lugar de atracción y distracción turístico-cultural del Puerto Principal. Abarca desde 1984 la visita de estudiantes, así como de público en general, nacional y extranjero. Es el único Planetario en Guayaquil, y pertenece al Instituto Oceanográfico de la Armada, reparto de investigación marítima de la Fuerza Naval del Ecuador.
Utiliza el sistema de aprendizaje audiovisual que complementa para el visitante con conferencias y programas didácticos lo aprendido en el aula y en los libros, tiene a su haber el Proyector Principal Planetario, herramienta de tecnología alemana Carl Zeiss VI, que transforma en segundos el domo en los diferentes aspectos que tiene el cielo durante el día y la noche.
El Planetario de la Armada desde los inicios de la década de los años 70 se constituyó para el Instituto Oceanográfico, un interesante proyecto en vía de construcción planificando tiempo atrás. Consistió desde sus comienzos en un ambicioso complejo de edificaciones y servicios que además de constituir un lugar de ornato y atracción turística, de reunión para el público en general, constituiría fundamentalmente un centro científico y cultural para el estudioso, una forma objetiva y didáctica para las respuestas que se realice sobre el tema eterno del universo y su constitución.
En el Palacio de la Gobernación de Guayaquil, el 24 de enero de 1973, se firmó la escritura pública en la cual se estableció la donación de terrenos por parte de la Municipalidad de Guayaquil para que el Ministerio de Defensa a través de la Marina Nacional construyera el Planetario, obra que se había proyectado con anterioridad, siendo de gran importancia para el conocimiento de nuevas materias técnicas y científicas tanto por parte de los elementos de la Armada como del público en general. Este proyecto se vino planificando desde 1972 por recomendación de la Comandancia General de Marina y con el apoyo de la Gobernación Militar.
Firmaron la escritura pública por parte de la Municipalidad, el alcalde del cantón, Arq. Juan Péndola Avegno, y el asesor jurídico, Dr. Fernando Larrea Martínez; por parte del Ministerio de Defensa, el contralmirante Sergio Vásquez Pacheco, comandante general de la Marina, y, como testigo de honor, el presidente de la República, general de brigada Guillermo Rodríguez Lara.
El comandante general de Marina, contralmirante Sergio Vásquez Pacheco, a nombre y representación del Ministerio de Defensa Nacional y de la Marina del Ecuador, intervino para dejar constancia del agradecimiento por parte de la Armada del Ecuador, al Alcalde de Guayaquil por la donación de las cinco hectáreas de terreno, obra que daría un gran aporte a la ciencia, a la navegación aérea, marítima y la educación superior, colocando además a Ecuador en un puesto de avanzada dentro de los países que poseían desde entonces instalaciones semejantes.
La Armada del Ecuador, dentro de su programa de desarrollo, con el objeto de contribuir a la cultura de la ciudad y del país, adquirió en el año 1974 un Planetario, para destinarlo como parte del área cultural proyectada hacia el futuro, encargándole de su ejecución al Instituto Oceanográfico de la Armada (INOCAR).
La ciudad de Guayaquil fue el escenario escogido por la Comandancia General de la Marina para la construcción de un Planetario con miras a entregar a la ciudad un centro de difusión de ciencia y cultura, contribuyendo así al ornato y distracción. Desde sus inicios, el objetivo de la creación del Planetario ha sido para acrecentar el nivel educacional de la comunidad sin fines de lucro, sirviendo como parte del entretenimiento para alumnos, profesores y adultos que deseen tener una clara idea del Universo.
En 1980 se realiza el alcance al contrato para la construcción de la estructura arquitectónica del planetario. El comité de licitación, designado por la Armada Nacional para este efecto, adjudicó la obra a la firma “Obras y Proyectos Cia. Ltda. FUROIANI” el 27 de marzo de 1981, firmándose el contrato respectivo el 3 de junio del mismo año e iniciándose los trabajos previos el 15 de junio de 1981.
En el último trimestre de 1982, se designa al primer director del planetario de la Armada, el CPFG (r) Germánico Olmedo Boada. A finales de 1982 se esperaba la inauguración tentativa para julio de 1983 del planetario, pero la fuerte estación invernal producida por el Fenómeno del Niño de 1983 obligó a suspender la instalación del proyector e impidió además los trabajos de arborización planificados, de manera que se retrasó la tentativa inauguración del Planetario.
El 25 de julio de 1984 se inaugura el Planetario de la Armada. Desde entonces ha abierto hasta la actualidad sus puertas para la enseñanza y la difusión de la astronomía y ciencias afines tanto a estudiantes y a público local como a turistas nacionales y extranjeros.

### Radio naval
Con el propósito de fortalecer la imagen de las Fuerzas Armadas ante la comunidad civil, fomentar la integridad de las regiones naturales (Sierra, Costa, Amazonía y Galápagos), poniendo de manifiesto la unidad nacional e informar a la comunidad sobre aspectos climáticos, ecológicos, eventos naturales y de investigación propendiendo a la protección del medio ambiente, el 22 de julio de 2006 se crea la Radio Naval.
La programación de esta nueva emisora contempla los siguientes apartados: información climática, noticias en tres emisiones, segmentos de salud, deportes, cultura, ciencia y tecnología, música actual y del recuerdo. La Radio Naval intenta convertirse en el espacio donde converjan temáticas del quehacer marítimo y aspectos sociales y culturales para quienes estén en su sintonía.
Con este nuevo reto, la Armada cubre un nuevo campo de acción dirigido a la sociedad civil, abre una puerta que lo conecta con la realidad del país, y, asimismo, la comunicación radial que se desarrolla está dirigida a informar a los navegantes con la finalidad de salvaguardar la vida humana en el mar, impulsar la investigación científica, y, sobre todo, concienciar a la niñez y a la juventud ecuatoriana.